# Підлітки-мутанти черепашки-ніндзя 2 (фільм, 2016)
«Підлітки-мутанти черепашки-ніндзя 2» (англ. Teenage Mutant Ninja Turtles: Out of the Shadows) — американський науково-фантастичний, комедійний фільм-екшн, знятий Дейвом Гріном. Він є продовженням «Підлітки-мутанти черепашки-ніндзя» 2014 року. Прем'єра стрічки в Україні відбулася 2 червня 2016 року. Фільм розповідає про пригоди чотирьох черепашок-ніндзя, яким загрожує нова небезпека.

## У ролях
- Меган Фокс — Ейпріл О'Ніл
- Стівен Амелл — Кейсі Джонс
- Вілл Арнетт — Верн Фенвік
- Лора Лінні — начальниця поліції Ребекка Вінсент
- Браян Ті — Шреддер
- Тайлер Перрі — Бакстер Стокман

### Голосовий акторський склад
- Піт Пложек — Леонардо
- Алан Рітчсон — Рафаель
- Ноель Фішер — Мікеланджело
- Джеремі Говард — Донателло
- Тоні Шалуб — Сплінтер
- Шеймус — Рокстеді
- Гері Ентоні Вільямс — Бібоп
- Бред Гаррет — Кренг

## Виробництво
Зйомки фільму почались 28 квітня 2015 року і закінчились 17 травня 2015 року.